# كباب ملوكي

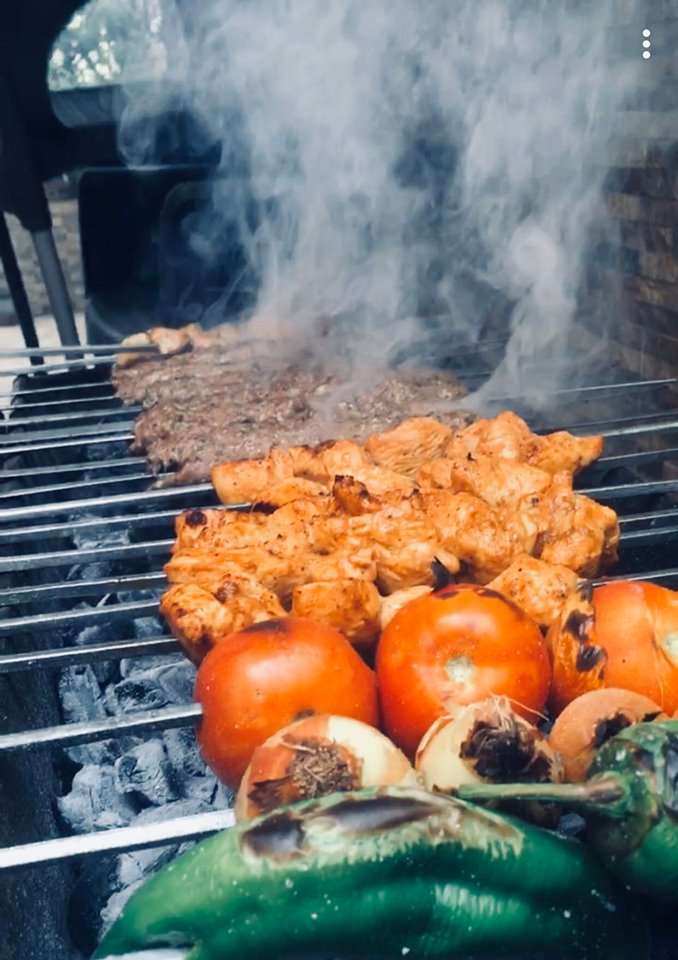
كباب ملوكي

كباب ملوكي وهي نوع من أنواع الكباب ويتميز بتنوع مكوناته حيث بالإضافة إلى الكباب يحتوي على الباذنجان المقلي ،الفلفل الأخضر المقلي والبصل المقلي لذلك سمي بالكباب الملوكي.

## طريقة التحضير
- يعمل الكباب على شكل الاصابع ويقلى في الزيت ويحضر أيضا كل من الباذنجان والبصل والفلفل الأخضر ويقطع على شكل حلقات ويقلى في الزيت.
- ثم يقلى اثنان من الخبز (العيش) المتوسط الحجم في الزيت (يحمر فقط بشكل خفيف).
- يوضع إحدى الخبزين في صينية الفرن الدائرية ويرص عليها الكباب والباذنجان والفلفل الأخضر والبصل ثم يوضع عليها الخبز الثاني.
- يحضر صلصة مكونة من معجون الطماطم المذاب في كوبين من الماء ويضاف إليها الملح والفلفل والبهارات المختلفة مثل الكاري حسب الرغبة  ويسخن ثم يضاف على الخبز الذي يحتوي بداخله على الكباب ويوضع في الفرن برجة حرارة 220 درجة مئوية حتى تنتهي الصلصة.
- ويخرج من الفرن ويقطع ويقدم.